# Saint-André-de-Bohon
Saint-André-de-Bohon és un municipi francès situat al departament de la Manche i a la regió de Normandia. L'any 2007 tenia 316 habitants.

## Demografia

### Població
El 2007 la població de fet de Saint-André-de-Bohon era de 316 persones. Hi havia 126 famílies de les quals 38 eren unipersonals (21 homes vivint sols i 17 dones vivint soles), 38 parelles sense fills, 29 parelles amb fills i 21 famílies monoparentals amb fills.
La població ha evolucionat segons el següent gràfic:
Habitants censats

### Habitatges
El 2007 hi havia 163 habitatges, 130 eren l'habitatge principal de la família, 20 eren segones residències i 13 estaven desocupats. 160 eren cases i 1 era un apartament. Dels 130 habitatges principals, 110 estaven ocupats pels seus propietaris, 18 estaven llogats i ocupats pels llogaters i 2 estaven cedits a títol gratuït; 6 tenien dues cambres, 12 en tenien tres, 31 en tenien quatre i 81 en tenien cinc o més. 127 habitatges disposaven pel capbaix d'una plaça de pàrquing. A 54 habitatges hi havia un automòbil i a 66 n'hi havia dos o més.

### Piràmide de població
La piràmide de població per edats i sexe el 2009 era:
| Homes | Edats   | Dones |
| ----- | ------- | ----- |
| 0     | 95 o +  | 0     |
| 0     | 90 a 94 | 0     |
| 0     | 85 a 89 | 12    |
| 4     | 80 a 84 | 0     |
| 0     | 75 a 79 | 12    |
| 8     | 70 a 74 | 0     |
| 8     | 65 a 69 | 12    |
| 8     | 60 a 64 | 8     |
| 4     | 55 a 59 | 12    |
| 12    | 50 a 54 | 8     |
| 12    | 45 a 49 | 8     |
| 8     | 40 a 44 | 12    |
| 12    | 35 a 39 | 4     |
| 8     | 30 a 34 | 12    |
| 0     | 25 a 29 | 4     |
| 4     | 20 a 24 | 12    |
| 8     | 15 a 19 | 4     |
| 4     | 10 a 14 | 4     |
| 4     | 5 a 9   | 8     |
| 4     | 0 a 4   | 8     |

## Economia
El 2007 la població en edat de treballar era de 178 persones, 130 eren actives i 48 eren inactives. De les 130 persones actives 122 estaven ocupades (67 homes i 55 dones) i 8 estaven aturades (3 homes i 5 dones). De les 48 persones inactives 15 estaven jubilades, 13 estaven estudiant i 20 estaven classificades com a «altres inactius».

### Ingressos
El 2009 a Saint-André-de-Bohon hi havia 131 unitats fiscals que integraven 324 persones, la mediana anual d'ingressos fiscals per persona era de 14.746 €.

### Activitats econòmiques
Dels 5 establiments que hi havia el 2007, 1 era d'una empresa de construcció, 1 d'una empresa d'hostatgeria i restauració i 3 d'empreses de serveis.
L'únic servei als particulars que hi havia el 2009 era una fusteria.
L'any 2000 a Saint-André-de-Bohon hi havia 18 explotacions agrícoles que ocupaven un total de 567 hectàrees.

## Poblacions més properes
El següent diagrama mostra les poblacions més properes.